# Chimarra briseis
Chimarra briseis är en nattsländeart som beskrevs av Malicky 1998. Chimarra briseis ingår i släktet Chimarra och familjen stengömmenattsländor. Inga underarter finns listade i Catalogue of Life.